# Anredera diffusa
Anredera diffusa är en klättrande ranka i släktet madeirarankor (Anredera) och familjen malabarspenatväxter som först beskrevs av Horace Bénédict Alfred Moquin-Tandon, och fick sitt nu gällande namn av Calvin Ross Sperling. Arten är endast känd från torra områden i södra och mellersta Peru, på både låg och hög höjd. Inga underarter finns listade i Catalogue of Life.